# Lijst van kitcarmerken
In de Lijst van kitcars worden merken kitcars genoemd in alfabetische volgorde.

## 0-9
- 356 Sports Verenigd Koninkrijk

## A
- A.B.S. (Auto Build-Up Service) - Lamborghini Countach-replica Verenigd Koninkrijk
- A.D. Verenigd Koninkrijk
- A.F. Verenigd Koninkrijk
- A.K. Verenigd Koninkrijk
- ABS - Kitcar op basis van Mini Verenigd Koninkrijk
- AC Portugal
- ACE (American Car Craft Enterprises) - Ferrari Dino-replica Verenigde Staten
- Ace - Shelby Cobra-replica Verenigde Staten
- ACE - Lotus Seven-replica Verenigd Koninkrijk
- ACM Verenigd Koninkrijk
- Action Verenigd Koninkrijk
- Adrenaline Verenigd Koninkrijk
- Advanced Chassis Verenigde Staten
- Aeon Verenigd Koninkrijk
- Affordable Company Verenigde Staten
- AG Portugal
- AGM Verenigd Koninkrijk
- AHK Duitsland
- Airflow Motorsports Verenigde Staten
- AK Sports Verenigd Koninkrijk
- AKA (Al Kelly, Anaheim) Verenigde Staten
- Albar Zwitserland
- Albo Verenigd Koninkrijk
- Aldino Verenigde Staten
- Aleat Verenigd Koninkrijk
- Alfibre Zuid-Afrika
- Alpha Centura Verenigd Koninkrijk
- Alpha Sports Australië
- Alphax Nederland
- Alveras België
- American Fiberglas Verenigde Staten
- Apal België/Duitsland
- Arkley Verenigd Koninkrijk
- Arsenal Hongarije
- ASP Australië
- Asquith Verenigd Koninkrijk
- Asquith Brothers Verenigd Koninkrijk
- Australian Kit Car Australië
- Autoforge Verenigd Koninkrijk
- Autotune Verenigd Koninkrijk
- AWE Verenigd Koninkrijk

## B
- BAD Design Verenigd Koninkrijk
- Banham Conversions Verenigd Koninkrijk
- Beauford Verenigd Koninkrijk
- Birchfield Australië
- Black Baron Spanje
- Blakely Verenigde Staten
- Boes Zweden
- Bolwell Australië
- Bonito Verenigd Koninkrijk
- Boschetti Frankrijk
- Bradley Automotive Verenigde Staten
- Brightwheel Verenigd Koninkrijk
- Buchanan Australië
- Buckler Verenigd Koninkrijk
- Burlington Verenigd Koninkrijk
- Burton Nederland
- BWE Verenigd Koninkrijk

## C
- Caburn Verenigd Koninkrijk
- Camat Portugal
- Cart Design Duitsland
- Caterham Verenigd Koninkrijk
- Catvee Canada
- CCT Verenigd Koninkrijk
- Cheetah Verenigde Staten
- Chesil Verenigd Koninkrijk
- Chevron Nieuw-Zeeland
- Clan Verenigd Koninkrijk
- Classic Revival Australië
- Claydon Verenigd Koninkrijk
- Coast to Coast Canada
- Cobracar Brazilië
- Colani Zwitserland
- Colo Polen
- Concept Verenigd Koninkrijk
- Condor Verenigde Staten
- Covin Verenigd Koninkrijk/Ierland
- Cruze Nederland
- Custoca Oostenrijk
- Cygnus Nederland

## D
- DDR Motorsport Verenigde Staten
- Dakar Verenigd Koninkrijk/Nederland
- Dala7 Zweden
- Davrian Verenigd Koninkrijk
- Dax Verenigd Koninkrijk/België
- DCA Spanje
- Deanfield Verenigd Koninkrijk
- Deauville Verenigd Koninkrijk
- Défi Frankrijk
- De Joux Nieuw-Zeeland
- Deman Canada
- Deronda Verenigd Koninkrijk
- Devaux Australië
- Devin Verenigde Staten
- Diva Verenigd Koninkrijk
- Domino Verenigd Koninkrijk
- DRB Australië
- Dutton Verenigd Koninkrijk

## E
- E3D Frankrijk
- EMPI Verenigde Staten
- Envemo Brazilië
- ESTfield Estland
- Elva Verenigd Koninkrijk
- Esther Zweden
- Eurosport Verenigd Koninkrijk
- Eva Canada
- EWB Nederland
- Excel Jamaica

## F
- Factory Five Racing Verenigde Staten
- Fairthorpe Verenigd Koninkrijk
- Falcon Verenigd Koninkrijk
- Fereday Verenigd Koninkrijk
- Fiberfab Verenigde Staten
- Fiero Conversions Canada
- Foreman Verenigd Koninkrijk
- Fraser Nieuw-Zeeland
- Frese Verenigde Staten
- FT Duitsland

## G
- GCS Verenigd Koninkrijk
- G-Force Australië
- GOX Zweden
- GTM Verenigd Koninkrijk
- Gibbons Verenigd Koninkrijk - een zeer vroege vorm van kitcar.
- Ginetta Verenigd Koninkrijk
- Grasshopper Verenigd Koninkrijk
- Gulf Coast Canada

## H
- Haldane Verenigd Koninkrijk
- Hathaway Verenigde Staten
- Heron Plastics Verenigd Koninkrijk
- Hispano-Aleman Spanje
- Hoffmann Duitsland
- Hoffmann Speedster Duitsland
- Hornet Verenigd Koninkrijk
- HS Replica Zwitserland
- Hult Healey Zweden
- Hummbug Verenigde Staten
- Hunter Duitsland
- Hustler Verenigd Koninkrijk

## I
- Imola Verenigd Koninkrijk
- Intermeccanica Verenigde Staten/Canada
- Invicta Verenigd Koninkrijk

## J
- Jadelli Nederland
- Jago Verenigd Koninkrijk
- JBA Verenigd Koninkrijk
- JC Midge Verenigd Koninkrijk
- JEM Verenigd Koninkrijk
- Jimini Verenigd Koninkrijk
- Jimmy's Automotive Canada
- JM Design Canada
- Johnex Canada
- JZR Verenigd Koninkrijk

## K
- KCC Zuid-Afrika
- Kelmark Engineering Verenigde Staten
- Klassic Kars Verenigde Staten
- Knightt Verenigde Staten
- KnK Ierland
- Knudsen Verenigde Staten
- Kooble Verenigde Staten
- KS Nederland

## L
- La Bala Verenigde Staten
- La Dawri Verenigde Staten
- L&B Cars België
- Lad's Car Verenigde Staten
- Land Ranger Verenigd Koninkrijk
- LCD Verenigd Koninkrijk
- Leitch Nieuw-Zeeland
- Le Patron Nederland
- Ledl Oostenrijk
- Liége Verenigd Koninkrijk
- Lomax
- Luchjenbroers Nederland
- Luego Verenigd Koninkrijk

## M
- Madison Verenigd Koninkrijk
- Mania Spyder Zweden
- Manx Verenigd Koninkrijk
- Marc Nordon Racing Verenigd Koninkrijk
- Marcos Verenigd Koninkrijk
- Marland Frankrijk
- Marlin Verenigd Koninkrijk
- Marvia Indonesië
- Mascot Zweden
- Mastretta Mexico
- Mathomobile België
- McBurnie Verenigde Staten
- Méan België
- Metisse Verenigd Koninkrijk
- Meyers Manx Verenigde Staten
- Michalak Duitsland
- Midas Verenigd Koninkrijk
- Midtec Verenigd Koninkrijk
- Midway Verenigd Koninkrijk
- Mini Marcos, zie Marcos Verenigd Koninkrijk
- Mini Scamp Verenigd Koninkrijk
- Mini Wildgoose Verenigd Koninkrijk
- MK Verenigd Koninkrijk
- MM Duitsland
- Morton Verenigde Staten
- Motor Bob Verenigde Staten (eigenlijk een kinderauto)
- Murtaya Verenigd Koninkrijk

## N
- Nova Verenigd Koninkrijk/Nederland

## O
- Ockelbo-Lundgren Zweden
- Onyx Verenigd Koninkrijk
- Opperman Verenigd Koninkrijk
- Oracle België

## P
- PAW Canada
- PRB Australië
- Peel Verenigd Koninkrijk
- Pelland Engineering Verenigd Koninkrijk
- Pellandini Australië
- PGO Frankrijk
- Pigeonś Canada
- Puma Italië
- Purvis Australië

## Q
- Quantum Verenigd Koninkrijk

## R
- RaceTech, zie ESTfield Estland
- RPB Zweden
- Raw Engineering Verenigd Koninkrijk
- Reva Zweden
- Rexer Estland
- Robin Hood Engineering Verenigd Koninkrijk
- Rochdale Verenigd Koninkrijk

## S
- Scheib Duitsland
- Spartan Verenigd Koninkrijk
- Spex Design Canada
- Stalker Verenigde Staten
- Sterling Verenigde Staten
- Superformance Verenigde Staten
- Suzusho Japan
- Sylva Verenigd Koninkrijk

## T
- Tarantula Zimbabwe
- Tornado Verenigd Koninkrijk
- Trident Verenigd Koninkrijk
- Tygan Verenigd Koninkrijk

## U
- Ultima Sports Verenigd Koninkrijk
- Unipower Verenigd Koninkrijk

## V
- Venom Verenigd Koninkrijk
- Voglietta Nederland

## W
- Westfield Verenigd Koninkrijk

## Z
- Zara Verenigde Staten